# Javier Merlo
Javier Merlo (ur. 8 kwietnia 1994) – argentyński kierowca wyścigowy.

## Kariera

### Formuła 4
Merlo rozpoczął karierę w jednomiejscowych samochodach wyścigowych w wieku 16 lat w 2010 roku w Argentyńskiej Formule 4. Wystąpił w niej jednak tylko w jednym wyścigu, który ukończył z dorobkiem jednego punktu. Dało mu to 29 pozycję w klasyfikacji generalnej serii.

### Formuła Renault
W 2011 roku Argentyńczyk zadebiutował w Argentyńskiej Formule Renault. Jeżdżąc w zespole Corza Racing trzykrotnie stanął na podium i ukończył sezon na 7 pozycji. W kolejnym sezonie startów w tej serii zdobył już tytuł mistrzowski. 3 zwycięstwa i 8 miejsc na podium dały Javierowi 158,5 punktu, co wystarczyło do pokonania wszystkich rywali.
Na sezon 2013 Merlo podpisał kontrakt z Manor MP Motorsport na starty w Europejskim Pucharze Formuły Renault 2.0, Północnoeuropejskim Pucharze Formuły Renault 2.0 oraz Argentyńskiej Formule Renault. W edycji północnoeuropejskiej uzbierane pięć punktów dało mu 44 miejsce w klasyfikacji generalnej.

## Statystyki
| Sezon | Seria                                         | Zespół              | Wyścigi | Zwycięstwa | PP | NO | Podium | Punkty | Pozycja |
| ----- | --------------------------------------------- | ------------------- | ------- | ---------- | -- | -- | ------ | ------ | ------- |
| 2010  | Argentyńska Formuła 4                         | Castro Racing       | 1       | 0          | 0  | 0  | 0      | 1      | 29      |
| 2010  | Argentyńska Formuła Renault                   | Corza Racing        | 11      | 0          | 1  | 1  | 3      | 54     | 7       |
| 2012  | Argentyńska Formuła Renault                   | Corsa Racing        | 12      | 3          | 3  | 0  | 8      | 158,5  | 1       |
| 2013  | Europejski Puchar Formuły Renault 2.0         | Manor MP Motorsport | 8       | 0          | 0  | 0  | 0      | 0      | 30      |
| 2013  | Północnoeuropejski Puchar Formuły Renault 2.0 | Manor MP Motorsport | 3       | 0          | 0  | 0  | 0      | 5      | 44      |
| 2013  | Argentyńska Formuła Renault                   | Corsa Racing        | 1       | 0          | 0  | 0  | 1      | 17     | 17      |
| 2014  | TC 2000 – 35º Campeonato Argentino            | Corsa Racing        | 12      | 0          | 1  | 1  | 4      | 148    | 6       |
| 2014  | Super TC 2000, Argentina                      | Corsa Racing        | 1       | 0          | 0  | 0  | 0      | 0      | NS      |
| 2014  | Argentyńska Formuła Renault                   | Corsa Racing        | 8       | 1          | 0  | 1  | 3      | 69     | 10      |